# El Chapo
Joaquín Archivaldo Guzmán Loera (n. 4 aprilie 1957), cunoscut sub porecla de "El Chapo" este un fost șef al cartelului Sinaloa.

## Activitate criminală
Cartelul Sinaloa al lui Guzmán, la momentul arestării sale, a fost cel mai bogat și cel mai puternic cartel al drogurilor din Mexic. Această grupare contrabandistă transporta cocaină din Columbia prin Mexic către Statele Unite, pe calea aerului, calea maritimă și rutieră, și are celule de distribuție în întreaga SUA. Organizația a fost, de asemenea, implicată în producția, contrabanda și distribuția metamfetaminei mexicane, a marijuanei și a heroinei din Asia de Sud-Est.
Atunci când Palma a fost arestat de armata mexicană la 23 iunie 1995, Guzmán a preluat conducerea cartelului. Palma a fost ulterior extrădat în Statele Unite, unde se află în închisoare, sub acuzația de trafic de droguri și de conspirație.
După ce Guzmán a scăpat de la închisoare, aproape la un deceniu după arestarea sa inițială, el și apropiatul asociat Ismael Zambada García au devenit cei mai de seamă traficanți de droguri de top din Mexic, după arestarea în 2003 a rivalului Osiel Cárdenas de la Cartelul din Golf. Până la arestarea lui Guzmán în 2014, a fost considerat "cel mai puternic traficant de droguri din lume" de către Departamentul Statelor Unite ale Trezoreriei. Guzmán a mai avut un alt asociat apropiat, prietenul său de încredere Ignacio "Nacho" Coronel Villarreal.
Imperiul său de droguri l-a făcut pe Guzmán un miliardar și el a fost clasat pe locul al zecelea cel mai bogat om din Mexic și 1,140 în lume în 2011, cu o valoare netă de aproximativ 1 miliard USD. Pentru a-și asista traficul de droguri, cartelul Sinaloa a construit, de asemenea, un imperiu de  transport. Guzmán a fost numit "cel mai mare lord de droguri al tuturor timpurilor", iar SUA, DEA, l-a considerat "nașul lumii drogurilor" și estimează puternic că a depășit influența și impactul lui Pablo Escobar. În 2013, Comisia de Criminalistică din Chicago a numit Guzmán "Enemy Public Number One" pentru influența rețelei sale criminale din Chicago (nu există dovezi că Guzmán a fost vreodată în acel oraș). Ultima persoană care a avut această notorietate a fost Al Capone în 1930.
În momentul arestării sale din 2014, Guzmán a importat mai multe droguri în Statele Unite decât oricine altcineva. El a profitat de vidul de putere creat de represalii asupra cartelurilor din Columbia, câștigând afaceri și cota de piață acolo, pe măsură ce cartelurile proprii ale Columbiei au fost decimate. El a profitat în mod similar de situația în care cartelurile sale rivale au fost doborâte de o represiune intensă din partea guvernului mexican, dar banda Sinaloa a devenit în mare măsură neatinsă.

## Viața personală
A avut cel puțin 4 neveste:
- Alejandrina María Salazar Hernández (1977)
- Estela Peña (dată necunoscută)
- Griselda López Pérez (1980)
- Emma Coronel Aispuro (2007)